# 21705 Subinmin
A 21705 Subinmin (ideiglenes jelöléssel 1999 RA86) a Naprendszer kisbolygóövében található aszteroida. A LINEAR projekt keretében fedezték fel 1999. szeptember 7-én.